# Еолійський ордер

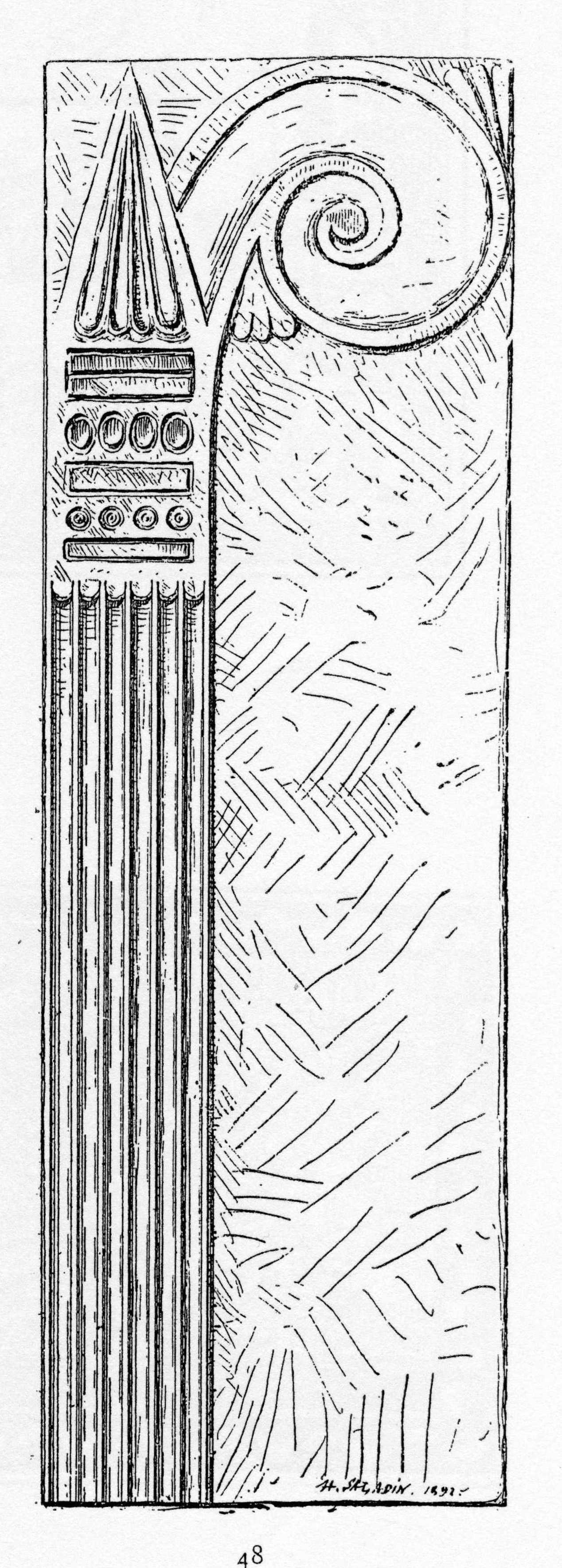
Приклад еолійської колони у Музеї Бардо, Туніс.

Еолійський ордер — ранній ордер класичної архітектури. Ордер виник на північному заході Малої Азії, але також є знахідки у деяких храмах Сицилії та давньої Палестини, і названа на честь Еолійських островів. Ордер має сильну подібність до більш відомого іонічного ордера, але відрізняється капітеллю, де пальмета розміщена між двома волютами. Багато прикладів мають також спрощені деталі оформлення, в порівнянні до іонічного ордера.
Еолійський ордер набув популярності під кінець Архаїчного періоду.